# The Triumph of Steel
The Triumph of Steel (englisch für „Der Siegeszug des Stahls“) ist das siebte Studioalbum der US-amerikanischen True-Metal-Band Manowar und wurde am 29. September 1992 veröffentlicht.

## Entstehung
Es ist das einzige Album auf dem Kenny „Rhino“ Earl Edwards und David Shankle mitwirken. Edwards ersetzte den ausgeschiedenen Scott Columbus, der angeblich aus privaten Gründen die Gruppe kurzzeitig verlassen musste. Shankle verließ die Gruppe bereits zwei Jahre später wieder, um mit seiner eigenen David Shankle Group zu arbeiten.

## Titelliste
1. Achilles, Agony and Ecstasy in Eight Parts – 28:38
  - Prelude
  - I. Hector Storms the Wall
  - II. The Death of Patroclus
  - III. Funeral March
  - IV. Armor of the Gods
  - V. Hector’s Final Hour
  - VI. Death Hector’s Reward
  - VII. The Desecration of Hector’s Body
    - Part 1
    - Part 2

  - VIII. The Glory of Achilles
2. Metal Warriors – 3:54
3. Ride the Dragon – 4:33
4. Spirit Horse of the Cherokee – 6:02
5. Burning – 5:10
6. The Power of Thy Sword – 7:51
7. The Demon’s Whip – 7:50
8. Master of the Wind – 5:26

Alle Titel wurden von Joey DeMaio geschrieben, außer Ride the Dragon, Burning, The Demon's Whip und Master of the Wind von Joey DeMaio & David Shankle.
Die Abbildungen auf dem Cover wurden von Ken Kelly geschaffen, der seit dem Album Fighting the World für die Illustrationen zuständig ist.

## Songinformationen
Achilles, Agony and Ecstasy in Eight Parts ist ein 28 Minuten und 38 Sekunden langes Stück, das Teile von Homers Ilias betrachtet. Im Vordergrund steht der Kampf des Achilles gegen den Trojaner Hektor. Der Song wurde auf der Agony-and-Ecstasy-Tour 1994 vollständig live präsentiert. Das Lied entstand unter anderem als Reaktion auf die Marketingpläne der Plattenfirma, die vorsahen, dass Manowar mehr populäre Elemente in ihre Musik einfließen lassen sollten.
Metal Warriors ist eine typische Metal-Hymne. Das Lied trägt den Untertitel Brothers of Metal Part 2, der erste Teil wurde erst später auf dem Nachfolgealbum Louder than Hell veröffentlicht.
Spirit Horse of the Cherokee handelt von dem Indianervolk Cherokee und dessen Kampf mit dem weißen Mann in der Schlacht am Wounded Knee.

## SingleauskopplungMetal Warriors
Metal Warriors wurde als einzige Single des Albums ausgekoppelt. Die CD-Version enthält als B-Seite Herz Aus Stahl und eine Liveversion von Fighting the World. Die japanische Version der Single enthält zusätzlich das Titellied in einer Liveversion. Eine limitierte 12-inch-Picture-Disc kam ohne das Live-Lied aus.

## Erfolg
Das Album stieg in Deutschland auf Position acht in die Charts ein und erhielt 2003 eine Goldene Schallplatte für 250.000 verkaufte Exemplare – damit die dritte Goldene Schallplatte für Manowar nach Fighting the World und Kings of Metal.

## Trivia
- Die LP erschien in zwei verschiedenen Versionen. Bei der sehr raren „Gatefold-Edition“ ist das CD-Cover in der aufklappbaren Innenseite zu sehen.
- Zu dem Lied Metal Warriors wurde ein Videoclip gedreht, der auf der DVD Hell on Earth Part III zu sehen ist.
- Aufgeklappt ergibt das CD-Cover ein etwa 36 × 24 cm großes Poster.
- Die deutsche Metal-Band Die Apokalyptischen Reiter hat das Lied Master of the Wind 2003 auf ihrem Studioalbum Have a Nice Trip gecovert.
- Von dem Song The Power of Thy Sword wurde eine Cover-Version von der italienischen Power-Metal-Band Rhapsody of Fire auf ihrer DVD Visions From The Enchanted Lands im Jahr 2007 veröffentlicht.